# Autorretrato com colete verde
Autorretrato com colete verde (fr. Autoportrait au gilet vert) é uma obra do pintor francês Eugène Delacroix, produzida no segundo quartel do século XIX, provavelmente por volta de 1837. Este óleo sobre tela é um autorretrato no qual o artista se retrata como um busto sobre fundo marrom, com um colete verde aparecendo sob o paletó preto. Legada em 1872, a obra encontra-se no Museu do Louvre, em Paris.

## Autorretrato de Delacroix e o Paradigma Romântico
A prática do autorretrato, especialmente a partir do final do século XVIII, assume um estatuto singular no campo da arte europeia, tornando-se veículo de especulação identitária, introspecção psicológica e dramatização da subjetividade. Com o Romantismo, essa forma expressiva se emancipa da mera função documental ou celebrativa para se converter em um locus privilegiado da crise do sujeito moderno. Neste contexto, o Autoportrait au gilet vert de Eugène Delacroix (c. 1837), atualmente no acervo do Musée du Louvre, impõe-se como manifestação exemplar da sensibilidade romântica e da autorreflexividade artística no século XIX.
O autorretrato deixa de ser simples reflexo mimético e passa a refletir, nas palavras de Jean Starobinski, “a duplicação inquieta do eu diante do espelho, onde a identidade não se encontra confirmada, mas questionada”. No caso de Delacroix, essa inquietação assume forma pictórica, operando-se por meio de uma economia de luz e sombra, de expressividade contida, de tensões cromáticas e de uma gestualidade comedida, que revela mais do que mostra, como um véu lançado sobre a própria presença.
A poética do autorretrato romântico, como enfatiza Angela Rosenthal, é inseparável de um processo de interiorização do olhar: “o artista romântico não apenas se vê, mas se interroga, se narra e se dramatiza”. Assim, a imagem que temos de Delacroix neste retrato não é a de um sujeito transparente, mas de uma subjetividade em tensão, marcada por uma aura de silêncio e introspecção.
Essa lógica introspectiva do Romantismo se ancora também em seus paradigmas filosóficos e poéticos. A ascensão da noção de gênio, cultivada pelo idealismo alemão e pela crítica de arte francesa, legitima o artista como figura solitária, movida por impulsos interiores. Como destaca Friedrich Schlegel: “A verdadeira obra de arte é o autorretrato da alma”. Tal afirmação ecoa na postura de Delacroix, que frequentemente evocava a figura do artista como “ser que arde em fogo interior” (Journal, 18 de outubro de 1847).
Delacroix não se insere nesse paradigma por adesão retórica, mas por um posicionamento estético e existencial profundo. A sua aproximação com o drama, com a paixão e com o culto da expressividade fazem de sua obra, como escreveu Baudelaire, “o altar mais nobre da emoção na arte moderna”. Este autorretrato pode, portanto, ser lido como manifesto pictórico dessa emoção que se retrai no silêncio e que se cifra na cor.
No plano técnico, o retrato se constrói a partir de uma tradição pictórica complexa, que combina lições de Rembrandt e Rubens com uma modernização do gesto e da paleta. O fundo indefinido, as tonalidades amortecidas e o olhar desviado são elementos que conferem à composição uma densidade psicológica e simbólica. Delacroix, como aponta Sébastien Allard, “se autorrepresenta menos como indivíduo do que como tipo espiritual: o artista interiorizado, isolado, em pleno contato com suas forças criadoras”.
Essa postura dialoga com o que Henri Focillon denominou “vida das formas”, ou seja, a convicção de que a forma artística possui dinamismo autônomo e capacidade de significação sensível. Em Delacroix, o autorretrato não ilustra uma ideia: ele a encarna formalmente por meio do jogo plástico entre volume, cor e atmosfera. Como nota Philippe Dagen, “seus autorretratos são cenas interiores onde o rosto é o palco da consciência criadora”.
Assim, o autorretrato de Delacroix ultrapassa o campo da representação para afirmar-se como ato de linguagem pictórica e como dramatização simbólica do artista romântico. Não se trata de se mostrar ao mundo, mas de construir, a cada pincelada, o próprio mistério de um sujeito irredutível à aparência. Nesse gesto, Delacroix inscreve sua imagem na tradição da modernidade visual, ao lado de Goya, Ingres e, posteriormente, Courbet.

## Gesto, cor e composição no “Autoportrait au gilet vert”
No Autoportrait au gilet vert, Eugène Delacroix oferece uma lição magistral de pintura autorreflexiva que se inscreve, simultaneamente, na tradição e na ruptura. A obra apresenta-se como uma composição contida em sua gestualidade, mas potente em seu dinamismo interno, revelando aquilo que Jacques Rancière define como "distribuição do sensível" – ou seja, a construção de um regime de visibilidade onde a forma plástica é atravessada por estruturas éticas e políticas de subjetivação.
A pintura exibe o artista com o busto levemente voltado para a esquerda, o rosto parcialmente sombreado, os olhos baixos e os lábios cerrados. O gesto pictórico é disciplinado, mas não frio. O verde do colete, contrastando com o marrom do fundo e com a pele rosada, estabelece uma tensão cromática que remete à paleta dos mestres flamengos, notadamente Rubens, cuja influência Delacroix reivindicava abertamente. Segundo Pierre Rosenberg, “o uso da cor em Delacroix é sempre argumentativo: não serve apenas à beleza da superfície, mas articula uma teia simbólica e psíquica” (De David à Delacroix, 1996, p. 233).
A luminosidade é outro elemento-chave na construção do efeito dramático da imagem. A luz incide lateralmente, acentuando as linhas do maxilar, a ponte do nariz e a testa, enquanto mergulha o lado oposto do rosto em sombra, criando uma atmosfera carregada de ambiguidade. Tal procedimento remonta diretamente à técnica do sfumato leonardesco e à tenebridade barroca, reatualizadas por Delacroix com inconfundível modernidade. Como observou Germain Bazin, “Delacroix foi talvez o único de sua geração a compreender que a sombra pode conter mais verdade expressiva do que a luz”.
Formalmente, a composição é frontal, mas tensionada por diagonais internas: o colarinho branco, a inclinação do ombro direito e o corte oblíquo da gola do colete criam um sistema de linhas que dinamiza a cena, mesmo na sua aparente imobilidade. O fundo monocromático, desprovido de qualquer elemento narrativo, concentra toda a força no rosto e nos tecidos, criando o que Michael Fried chamaria de “absorção do espectador pela presença pictórica”.
Essa absorção é reforçada por um certo fechamento da figura em si mesma – o olhar que não se dirige ao observador, mas parece recolhido em esfera privada –, o que reforça a dimensão psicológica e íntima do retrato. Charles Rosen e Henri Zerner, ao analisarem os retratos românticos franceses, observam que “a contenção do gesto em Delacroix não representa apatia, mas tensão espiritual elevada ao nível da forma”.
Tecnicamente, nota-se o uso de uma pincelada controlada, mas não hiperacabada. As transições entre os tons são suaves, mas não inteiramente fundidas: a textura da superfície deixa entrever o trabalho da mão, o que aproxima esta obra do conceito de “escrita pictórica” formulado por Jean Clay, segundo o qual o quadro “se torna o manuscrito do sujeito”.
A construção do rosto — em especial o sombreado ao redor dos olhos e o modelado das maçãs do rosto — sugere não apenas perícia anatômica, mas uma intenção dramática. Há ali a vontade de retratar uma subjetividade pensante, introvertida, mas consciente de sua própria teatralidade. Como lembrou Lionello Venturi, “Delacroix é um artista para quem o autorretrato não é um espelho, mas uma cena de teatro interior”.
Por fim, o verde do colete – que dá nome à obra – não é um detalhe meramente descritivo, mas um signo cromático carregado. Em termos simbólicos, o verde pode evocar esperança, mas também melancolia, ambiguidade, oscilação entre o mundo e o retiro. Na codificação simbólica romântica, a cor verde aparece frequentemente associada à reflexão interior. Tal nuance reforça a leitura do retrato como espaço da interioridade e da suspensão temporal.
Em suma, o Autoportrait au gilet vert é exemplar da maestria formal de Delacroix, não como mero exercício técnico, mas como expressão plena de uma poética subjetiva. Nele, cada escolha plástica — da paleta à luz, do enquadramento ao tecido — é colocada a serviço de um ethos artístico que confunde, como queria Paul Valéry, “a técnica e a alma”.

## Diálogo com a tradição: Delacroix e os mestres do passado
A prática autorrepresentativa de Eugène Delacroix, sobretudo no Autoportrait au gilet vert, não se constrói como ruptura com o cânone pictórico ocidental, mas sim como uma sofisticada negociação com seus modelos. Ao contrário da imagem romântica do gênio que rejeita o passado em nome de uma inspiração absoluta, Delacroix articula sua identidade pictórica a partir de uma densa constelação de referências visuais, das quais se destaca o legado de mestres como Rubens, Rembrandt e Velázquez, com os quais o artista estabelece um complexo diálogo intertextual.
A construção do autorretrato na tradição ocidental implica, como assinala Ernst van de Wetering, uma tensão entre a verossimilhança física e a representação de um ethos artístico. O retrato do artista torna-se “uma forma de autoposição simbólica no campo da arte”. É precisamente essa dimensão simbólica que Delacroix persegue: seu autorretrato não apenas enuncia uma fisionomia, mas elabora uma poética do artista moderno à luz do passado.
O modelo mais próximo — e mais declarado — é Rembrandt. O holandês do século XVII ofereceu a Delacroix não apenas uma gramática expressiva do autorretrato (a pincelada densa, a luz dramática, o olhar interiorizado), mas também uma ética do artista como ser em constante interrogação. Delacroix, em carta datada de 1847, afirmava: “Rembrandt é o Cristo da pintura. Nele está toda a alma humana” . Essa aproximação é também notada por Jonathan Crary, para quem “a recepção romântica de Rembrandt consistiu na legitimação de uma subjetividade descentrada, cujas sombras e hesitações se convertiam em signos de autenticidade.
No Autoportrait au gilet vert, essa herança se manifesta não apenas nos valores cromáticos (os verdes escuros e marrons avermelhados que remetem à paleta flamenga), mas sobretudo na espacialização: o fundo não descritivo remete aos autorretratos tardios de Rembrandt, nos quais o sujeito emerge de um espaço quase metafísico, onde o claro-escuro é mais existencial do que físico.
Mas é Rubens quem fornece a Delacroix a dimensão barroca do gesto pictórico. A monumentalidade do corpo, o movimento contido da cabeça em rotação e, acima de tudo, a sensualidade dramática da luz, remetem aos retratos do mestre de Antuérpia, particularmente o autorretrato com sua esposa Isabella Brant (c. 1609). Como bem observa Pierre Rosenberg, Rubens foi “o pintor que mais influenciou Delacroix nos modos de lidar com o corpo como matéria pictórica, pulsante e conturbada”.
A convivência com a tradição espanhola, por seu turno, aparece na sobriedade melancólica da pose e na materialidade aveludada dos tecidos — traços visíveis em Velázquez. O retrato de Delacroix lembra o famoso Autorretrato do mestre espanhol em As Meninas (1656), onde o artista, embora em cena, parece se retirar, num gesto quase metapictural. A “discrição majestosa” de Velázquez, nas palavras de José Ortega y Gasset, representa “a mais sutil forma de afirmação do artista moderno: a que se oculta na própria obra”.
Ao mobilizar essas referências, Delacroix não realiza um exercício de citação passiva, mas reinterpreta os mestres do passado à luz de sua sensibilidade romântica. Como afirma Jean Galard, “Delacroix não imita a tradição: ele a desafia, como quem dialoga com os mortos em busca de um espelho mais profundo”. A escolha da indumentária no retrato — um colete verde profundo, de corte quase arcaico — também aponta para um deslocamento temporal simbólico, como se Delacroix se inscrevesse num tempo outro, pictórico, suspenso entre os séculos.
Em termos compositivos, o autorretrato reflete ainda o legado da pintura veneziana, em especial de Tiziano, cuja influência na construção da textura cromática e na valorização dos contrastes tonais foi amplamente reconhecida por Delacroix. Ao visitar Veneza em 1834, escreveu: “Tiziano soube dar à carne a luz da alma”. Essa luz da alma, como uma iluminação interior, é precisamente a que transparece no rosto sem brilho de Delacroix, em seu autorretrato.
Finalmente, o gesto de autorrepresentar-se entre sombras e tecidos pesados, de cabeça inclinada, inscreve Delacroix numa genealogia espiritual que remonta a Dürer e Leonardo, em suas concepções do retrato como espelho da alma. O autorretrato torna-se, assim, mais do que uma imagem: é um ato de filiação crítica e sensível à tradição europeia, revisitada com o pathos e a inquietação do espírito moderno.